# Woody Woodpecker
Pour les articles homonymes, voir Woody Woodpecker (homonymie).
Woody Woodpecker, appelé Woody le Pic au Québec ou Piko le pivert dans d'anciennes traductions françaises, est un personnage de dessin animé américain créé dans les studios d'animation de Walter Lantz (Walter Lantz Productions).
Ce pic au rire particulier apparaît pour la première fois en 1940 dans un court métrage intitulé Knock Knock. La série Le Woody Woodpecker Show, comprenant 192 épisodes et distribuée par Universal Studios dure jusqu'en 1972, faisant de Woody la dernière des « toon » stars du grand écran. Il côtoie entre autres Wally Walrus et Buzz Buzzard.

## Description

### Apparence
Woody Woodpecker (Piko le pivert dans d'anciennes traductions françaises) est un pic anthropomorphe, doté d'un rire strident. Il se caractérise par un plumage bleu, une grande huppe de plumes rouges, un col de plumes blanches, un gros bec jaune pointu et des yeux verts. Sous sa première forme, jusqu'à fin 1943 (Ration Bored), il a un ventre rouge, un plumage bleu indigo, un long cou de même couleur et des pattes jaunes terminées par trois doigts, qui rappellent des bottes, mais très épaisses. Son bec forme une sorte de menton, sa queue est faite de deux plumes vertes. Il lui arrive d'avoir des dents à l'occasion (généralement deux dents rondes). Dès le cartoon The Barber Of Seville (1944), Woody change d'aspect : le « menton » a disparu, le ventre devient blanc, le cou est plus court et les jambes sont modifiées, formant un tout avec le corps ; les pattes demeurent jaunes mais sont emplumées et se terminent par deux doigts, les plumes de la queue deviennent bleues, et Woody perd ses ailes dotées de doigts pour des bras plus anthropomorphiques revêtus de gants. Dans le cartoon suivant (The Beach Nut), son cou est devenu rouge. C'est l'aspect général qu'il gardera désormais, sauf en ce qui concerne sa huppe, plus fournie, son plumage bleu, de plus en plus clair, et la queue, qui peut être noire à l'occasion.
Walter Lantz se serait inspiré du cri du pic glandivore pour créer celui de Woody Woodpecker, et l'apparence du personnage serait issue du grand pic, à  la crête caractéristique.

### Caractère

Woody Woodpecker peint sur le fuselage d'un avion Boeing 767.

Par sa nature même d'oiseau piqueur, il crée des dégâts dans le bois, mais à une vitesse vertigineuse de marteau-piqueur, ce qui est l'occasion de gags mais suscite beaucoup d'inimitié de la part de ses protagonistes, et notamment de Wally Walrus le morse (qu'il rencontre la première fois dans le dessin animé de 1944 : The Beach Nut).
Woody Woodpecker ne pense qu'à lui-même, et ses principales préoccupations sont de se bagarrer, voler, manger et courtiser les filles. Dans sa toute première apparition dans Knock Knock en 1940, il harcèle ainsi deux pandas, Andy et son père, apparemment juste pour le plaisir.
D'abord doté d'un caractère de cinglé dans les deux premières décennies, Woody Woodpecker s'assagit un peu et a une relation avec sa fiancée Winnie Woodpecker. Ils ont la charge de deux enfants, un neveu et une nièce. Les aventures avec la famille sont surtout développées dans les bandes dessinées qui lui sont consacrées.
Son excentricité en fait un personnage de même nature que Donald Duck de Disney ou Daffy Duck de Warner. Il serait ainsi leur concurrent chez Universal.

## Historique

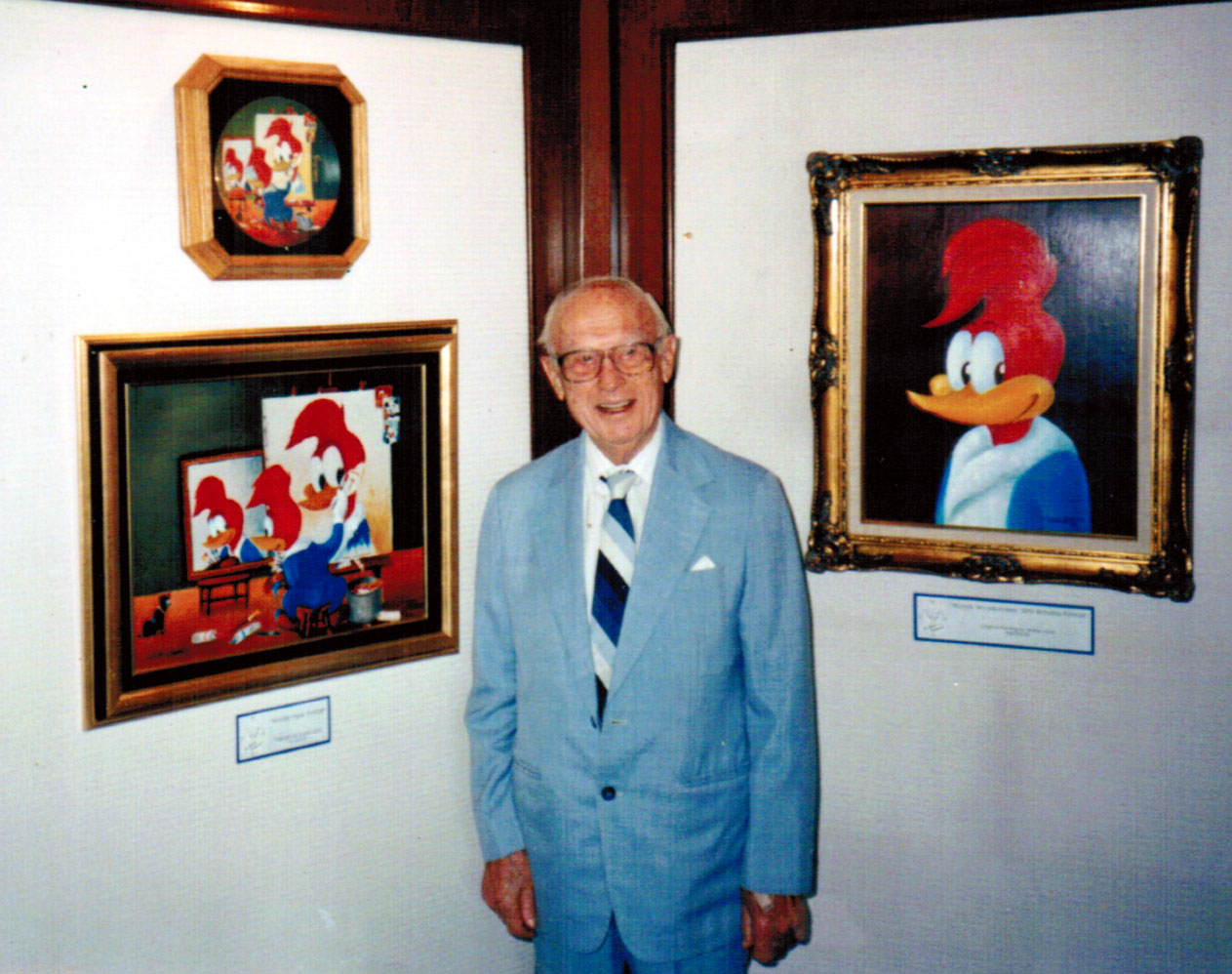
Walter Lantz en 1990 avec sa création.

Le personnage de Woody Woodpecker voit le jour grâce à la collaboration de trois hommes du milieu de la télévision, Ben Hardaway, Walter Lantz, Alex Lovy. Ben Hardaway, est un dessinateur de storyboard spécialisé dans les cartoons, et c'est en  1940 qu'il dessina les toutes premières versions du personnage de Woodpecker. Il est également le créateur de Bugs Bunny et de Daffy Duck qu'il créa à la fin des années 1930. Hardaway, Lantz et Lovy, travaillaient tous les trois pour la même société de productions, la Walter Lantz Productions.
L'idée de création d'un cartoon mettant en scène un pic comme personnage principal est venue à l'épouse de Walter Lantz, Gracie Stafford, lors de la lune de miel du couple à Sherwood Lake en Californie. Un bruyant pic, perché sur le toit de leur chalet, venait perturber leur tranquillité et fit même des trous dans le toit, chose que le couple remarqua un jour de grosse pluie. Walter souhaitait le tuer au fusil, alors que sa femme, Gracie, lui suggéra plutôt de s'en inspirer pour créer un personnage de dessin animé.

## Personnages de l'univers de Woody Woodpecker
Chilly Willy est un petit manchot qualifié à tort de pingouin qui vit à Fairbanks en Alaska, ce qui augmente encore la confusion. Il a été créé par Paul J.Smith en 1953 pour Walter Lantz, le père de Woody Woodpecker. Chilly Willy est le deuxième personnage le plus populaire derrière Woody. Ce manchot adore les pancakes et la pêche, et à cause de cela, il est souvent confronté à un ours mal léché et à un chasseur. La série Chilly Willy fait partie du programme du Woody Woodpecker Show.
Andy Panda est créé par Walter Lantz en 1939. Bernice Hansen prête sa voix au personnage d'Andy Panda de 1939 à 1940. Sara Berner lui succède et tient le rôle de voix officielle de Panda en 1944. Mais c'est finalement Walter Tetley qui en sera la voix officielle jusqu'en 1949. Andy Panda fait une première apparition dans le programme Woody Woodpecker TV Spécial Spook-A-Nanny en 1964 où il est doublé par Daws Butler.
Wally Walrus est un morse tandis que Buzz Buzzard est un oiseau charognard.

## Voix
Les caractéristiques de la voix de Woody Woodpecker ont été à l'origine créées par Mel Blanc, et sont principalement celles de la voix de Daffy Duck, le mouillage de certaines consonnes en moins.

### Interprétation originale
Grace Stafford, épouse du créateur de Woody, Walter Lantz, prêtait sa voix au personnage. Mais c'est Mel Blanc qui inventa son rire, véritable signature de Woody.
La voix et le célèbre rire de Woody Woodpecker vont être interprétés par Mel Blanc de 1940 à 1941, puis par Ben Hardaway de 1941 à 1949, ensuite par Kent Roggers de 1950 à 1972, puis Billy West de 1999 à 2002. Il faut noter aussi que pour l'apparition de Woody Woodpecker dans le film Qui veut la peau de Roger Rabbit, Cherry Davis prêtera sa voix au personnage.
Le célèbre rire de l'oiseau est une trouvaille de Mel Blanc. La chanson de Woody Woodpecker et le dessin animé en font un large usage. Le rire, dans un enregistrement différent, a d'abord été utilisé pour le prototype de Bugs Bunny et d'autres personnages, comme dans Elmer's Candid Camera et Hare-um Scare-um. Bien que Blanc ait seulement enregistré quatre courts métrages en tant que voix de Woody Woodpecker, son rire avait été enregistré comme un effet sonore, et sera utilisé dans toutes les autres œuvres impliquant Woody Woodpecker.

### Doublage
En français, le célèbre pic a été doublé par Guy Piérauld, suivi de Roger Carel, puis Mark Lesser.

## Filmographie

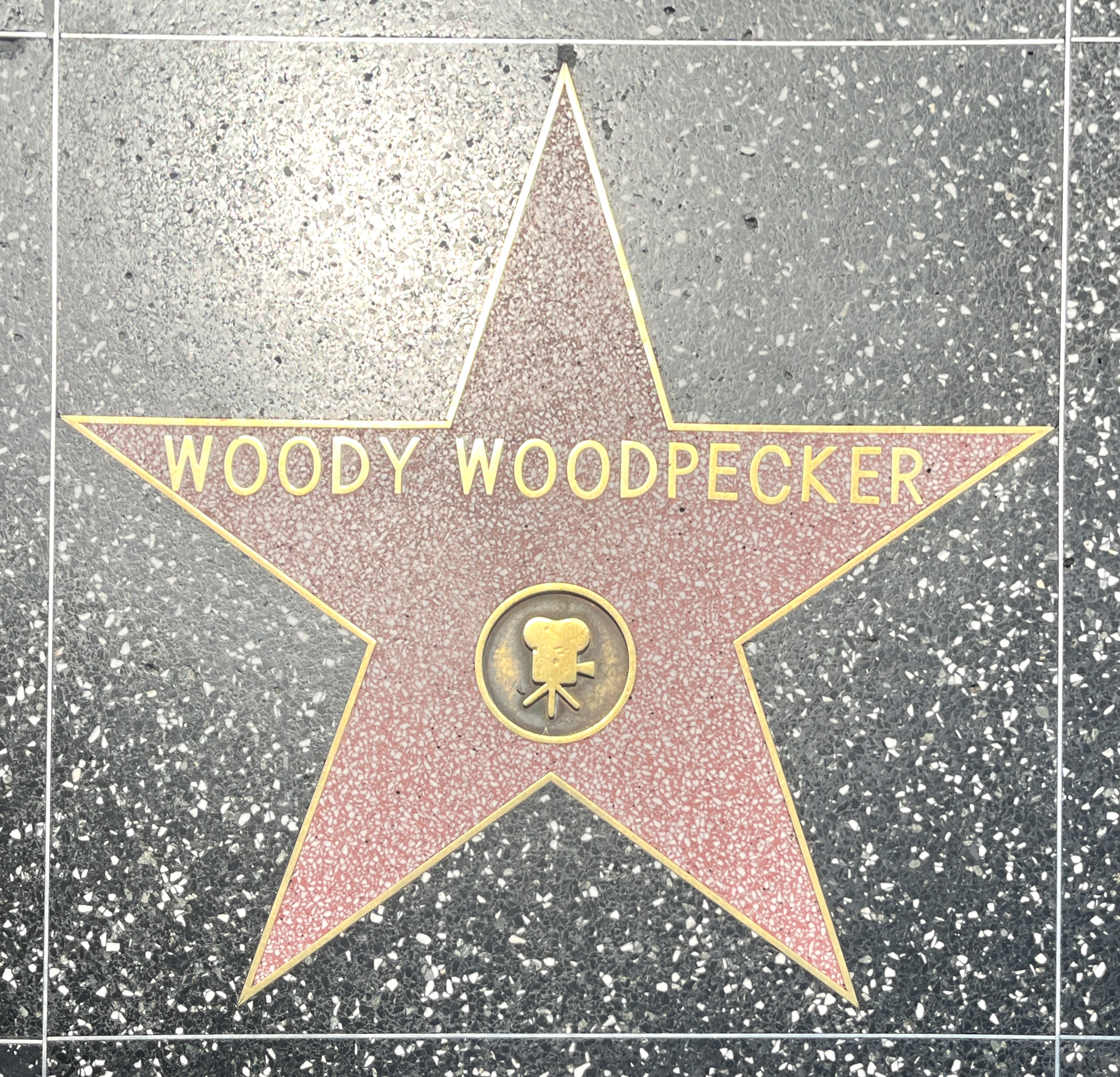
Étoile de Woody Woodpecker sur le Hollywood Walk of Fame.

### Séries télévisées d'animation
Le Woody Woodpecker Show est la principale série télévisée d'animation où apparaît Woody, qui en est le personnage principal. Elle est diffusée pour la première fois aux États-Unis sur la chaîne ABC. En France, elle est diffusée sur les chaînes françaises ORTF à partir de 8 octobre 1967, TF1 et Antenne 2 dans les années 1980. Certains extraits du show seront rediffusés dans l'émission Club Sandwich diffusée du 17 février 1990 au 30 août 1991 sur Antenne 2, et rediffusée dans Ça cartoon sur Canal+ jusqu'en 1992 et de 2005 à 2009 puis dans Cellulo sur La Cinquième jusqu'en 2001. La série est diffusée sur Gulli.
Une seconde série consacrée au personnage, Le New Woody Woodpecker Show, réalisée par Universal Animation Studios, est diffusée pour la première fois de 1999 à 2002 aux États-Unis par la FOX au Canada par YTV et au Québec par VRAK. En France, la série a été diffusée à partir du 3 janvier 2000 sur TF1 dans l'émission TF! puis rediffusée sur Boomerang depuis septembre 2007.

### Téléfilms animés
Woody Woodpecker apparaît en 1964 dans le téléfilm Spook-a-Nanny.

### Longs métrages
Woody Woodpecker fait plusieurs apparitions dans des longs métrages, à des titres divers.
Le personnage de Woody Woodpecker apparaît en 1950 dans une séquence du film de science-fiction Destination... Lune ! d'Irving Pichel, où il sert à expliquer le principe d'action-réaction.
Woody apparaît en 1988 dans Qui veut la peau de Roger Rabbit, un film qui mêle des personnages de dessins animés et des séquences tournées en prises de vues réelles, et dans lequel le monde des toons existe réellement.
Woody apparaît en 1996 dans Kids for Character, un film sorti directement en vidéo et où apparaissent de nombreux personnages de dessins animés.
Woody Woodpecker, film long-métrage américano-canadien avec en vedette Woody Woodpecker, est réalisé en 2017 (sorti au cinéma au Brésil en octobre 2017, distribué en DVD aux  États-Unis en février 2018).
Un nouveau long métrage, Woody Woodpecker : Alerte en colo, sort en 2024 sur Netflix.

### Web-série
Le 22 novembre 2018, Deadline Hollywood a annoncé qu'Universal 1440 Entertainment produisait une nouvelle série animée 2D. La série a fait ses débuts le 3 décembre 2018 sur les chaînes YouTube officielles de Woody Woodpecker. La seconde saison a été lancée en 2020. La troisième saison a été créée en 2022.

## Autres supports

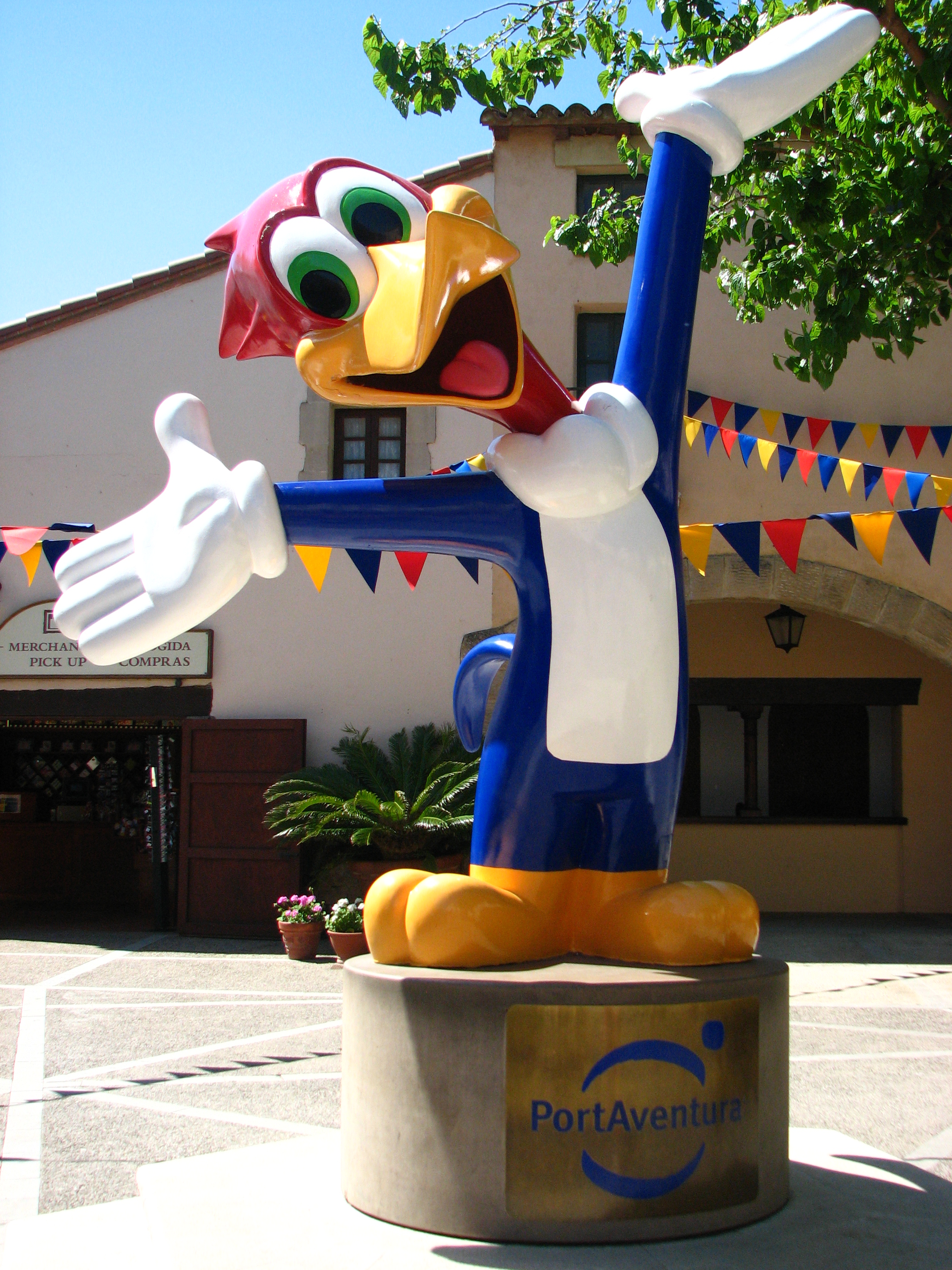
Statue de Woody Woodpecker au parc PortAventura, à Salou en Espagne.

### ChansonThe Woody Woodpecker Song
Le générique très reconnaissable de ce dessin animé a été élaboré en 1947 par deux compositeurs, George Tibbless et Ramey Idriess, à partir d'un morceau créé quelques années plus tôt : Pajarillo carpintero.
The Woody Woodpecker Song a été enregistrée par la suite par de nombreux interprètes comme Danny Kaye, les Andrews Sisters, Kay Kyser et son orchestre, Bernard Hilda, Frank Sinatra, et bien d'autres.

### Bandes dessinées
Woody Woodpecker est édité en magazine de BD (dont en français) par SAGE dans les années 1960 et après, sous le nom de Piko puis Piko magazine. Ces recueils d'aventures complètes (en plus de pages de jeu et d'éducation) mettent en scène différents personnages de Walter Lantz, mais principalement le pivert, nommé « Piko » dans ses aventures. Il est accompagné de deux jeunes piverts : son neveu Pik, qui a une huppe plus petite, et sa nièce Pak, qui porte un tutu rose et un col en dentelle, et se distingue par une frange et une huppe en queue de cheval maintenue par un nœud. La petite amie de Piko se nomme Piky. Elle a la même coiffure que Pak mais porte le plus souvent une robe. Un des personnages importants autour de Woody/Piko est Buzard le vautour avec lequel il est souvent en compétition.
Dans les autres séries d'aventures, il y a le manchot « Frisquet » (Chilly Willy), avec sa fiancée Patty, le morse Ronchon (Wally Walrus), ses ennemis le chien Médor Truhan (Smedley) et un ours polaire, et son ami le phoque Sam Lessfroy. Frisquet rencontre parfois le panda Andy Panda, qui a sa propre série (son ami le coq Fracasse l'accompagne). Suit Oswald le lapin, un lapin vêtu d'une veste et d'un pantalon, qui a deux fils lapereaux souvent habillés en salopette. Moins connue, la série Jojo le pigeon narre les aventures d'un jeune pigeon coiffé d'un chapeau de paille et portant un nœud papillon, aux prises avec le pivert très musclé Dupanache et le corbeau Ducorbeau. La fiancée de Jojo est Line, une pigeonne à longs cheveux blonds.

### Jeux vidéo
Plusieurs jeux vidéo mettent en scène Woody Woodpecker et son univers. Une première série de trois jeux intitulés simplement Woody Woodpecker sort en 1994 sur la console 3DO Interactive Multiplayer. En 1996 sort Férias Frustradas do Pica-Pau, développé et édité par Tec Toy pour les consoles Master System et Mega Drive et commercialisé seulement au Brésil. En 2000 vient Woody Woodpecker Racing, qui sort sur PC et sur les consoles Dreamcast, PlayStation et Game Boy Color. En 2001 sort Woody Woodpecker développé par Eko et publié par Cryo Interactive. La même année, le pic-vert apparaît dans le jeu Universal Studios Theme Parks Adventure, sur la console GameCube. En 2003 sort Woody Woodpecker in Crazy Castle 5, sur Game Boy Advance.